# Storia degli antichi sistemi numerici

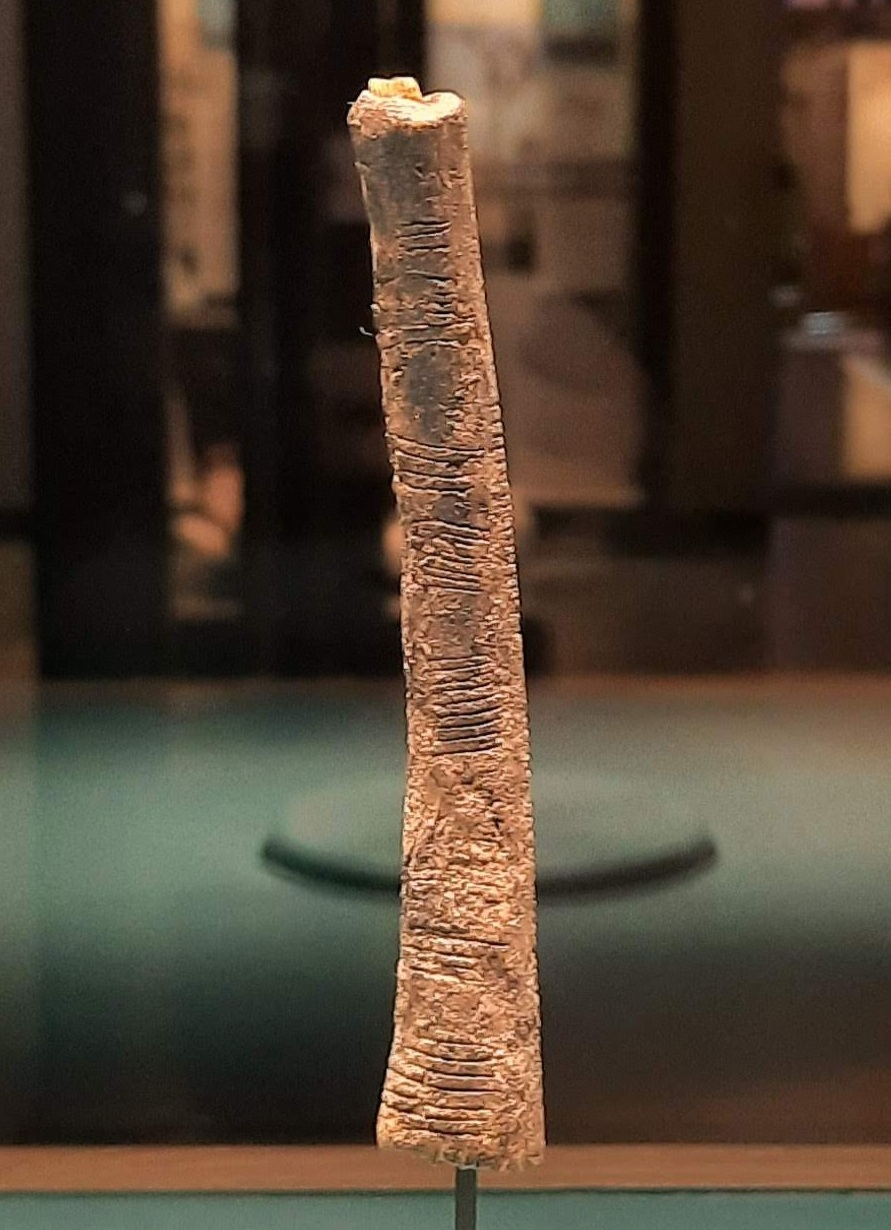
L'osso di Ishango, esposto al Museo di scienze naturali di Bruxelles. Si tratta del perone di un babbuino, datato al Paleolitico superiore (20.000-18.000 a.C.). Si ipotizza che le tacche su di esso incise rappresentino un sistema numerico.

I sistemi numerici si sono evoluti dall'uso delle dita e delle tacche di conteggio, risalenti forse a oltre 40.000 anni fa, all'utilizzo di insiemi di glifi in grado di rappresentare in modo efficiente qualsiasi numero concepibile. Le prime notazioni non ambigue per i numeri, di cui si abbia conoscenza, sono emerse in Mesopotamia circa 5000 o 6000 anni fa.

## Preistoria
Il conteggio iniziale coinvolge le dita, tanto che il conteggio con le dita è comune nei sistemi numerici che emergono ancora oggi, così come l'uso delle mani per esprimere i numeri cinque e dieci. Inoltre, la maggior parte dei sistemi numerici del mondo sono organizzati per decine, cinque e venti, suggerendo l'uso di mani e piedi nel conteggio, e, a livello translinguistico, i termini per queste quantità si basano etimologicamente su mani e piedi. Infine, ci sono connessioni neurologiche tra le parti del cervello che apprezzano la quantità e la parte che "conosce" le dita (gnosia delle dita), e queste suggeriscono che gli umani siano neurologicamente predisposti a usare le mani nel conteggio.
Sebbene il conteggio con le dita non sia in genere qualcosa che si conserva archeologicamente, alcune impronte di mani preistoriche sono state interpretate come conteggio con le dita poiché, dei 32 possibili schemi che le dita possono produrre, solo cinque (quelli tipicamente usati nel conteggio da uno a cinque) si trovano nella Grotta di Cosquer, in Francia.
Poiché la capacità e la persistenza delle dita sono limitate, il conteggio con le dita viene in genere integrato da dispositivi con maggiore capacità e persistenza, compresi segnapunti realizzati in legno o altri materiali. Possibili segni di conteggio realizzati incidendo tacche su legno, ossa e pietra compaiono nel registro archeologico almeno quarantamila anni fa. Questi segni di conteggio potrebbero essere stati usati per contare il tempo, come il numero di giorni o cicli lunari, o per tenere traccia di quantità, come il numero di animali o altre merci preziose . Tuttavia, attualmente non esiste una tecnica diagnostica in grado di determinare in modo affidabile lo scopo sociale o l'uso di segni lineari preistorici incisi su superfici, ed esempi etnografici contemporanei mostrano che manufatti simili vengono realizzati e utilizzati per scopi non numerici.
L'osso di Lebombo è una fibula di babbuino con incisioni scoperta nelle montagne del Lebombo situate tra il Sudafrica e l'ESwatini. L'osso è stato datato a 42.000 anni fa. Secondo "The Universal Book of Mathematics", le 29 tacche dell'osso di Lebombo suggeriscono che "potrebbe essere stato usato come contatore di fasi lunari, nel qual caso le donne africane potrebbero essere state le prime matematiche, perché tenere traccia dei cicli mestruali richiede un calendario lunare". Tuttavia, l'osso è chiaramente rotto a un'estremità, quindi le 29 tacche potrebbero rappresentare solo una parte di una sequenza più grande. Manufatti simili di società contemporanee, come quelli dell'Australia, suggeriscono inoltre che tali tacche possano avere funzioni mnemoniche o convenzionali, piuttosto che significare numeri.
L'osso d'Ishango è un manufatto con una punta acuminata di quarzo fissata a un'estremità, forse per incidere. È stato datato a 25.000 anni fa. Si pensava inizialmente che l'artefatto fosse un bastone segnapunti, in quanto presenta una serie di segni interpretati come tacche intagliate in tre file che corrono lungo tutta la lunghezza dell'utensile. La prima fila è stata interpretata come i numeri primi compresi tra 10 e 20 (vale a dire 19, 17, 13 e 11), mentre una seconda fila sembra sommare e sottrarre 1 da 10 e 20 (vale a dire 9, 19, 21 e 11); la terza fila contiene quantità che potrebbero essere metà e doppi, sebbene incoerenti. Notando la probabilità statistica di produrre tali numeri per caso, ricercatori come Jean de Heinzelin hanno suggerito che i gruppi di tacche indichino una comprensione matematica ben oltre il semplice conteggio. È stato anche suggerito che i segni potrebbero essere stati fatti per uno scopo utilitaristico, come creare una presa migliore per il manico, o per qualche altro motivo non matematico. Lo scopo e il significato delle tacche continuano a essere dibattuti nella letteratura accademica.

## Gettoni di argilla

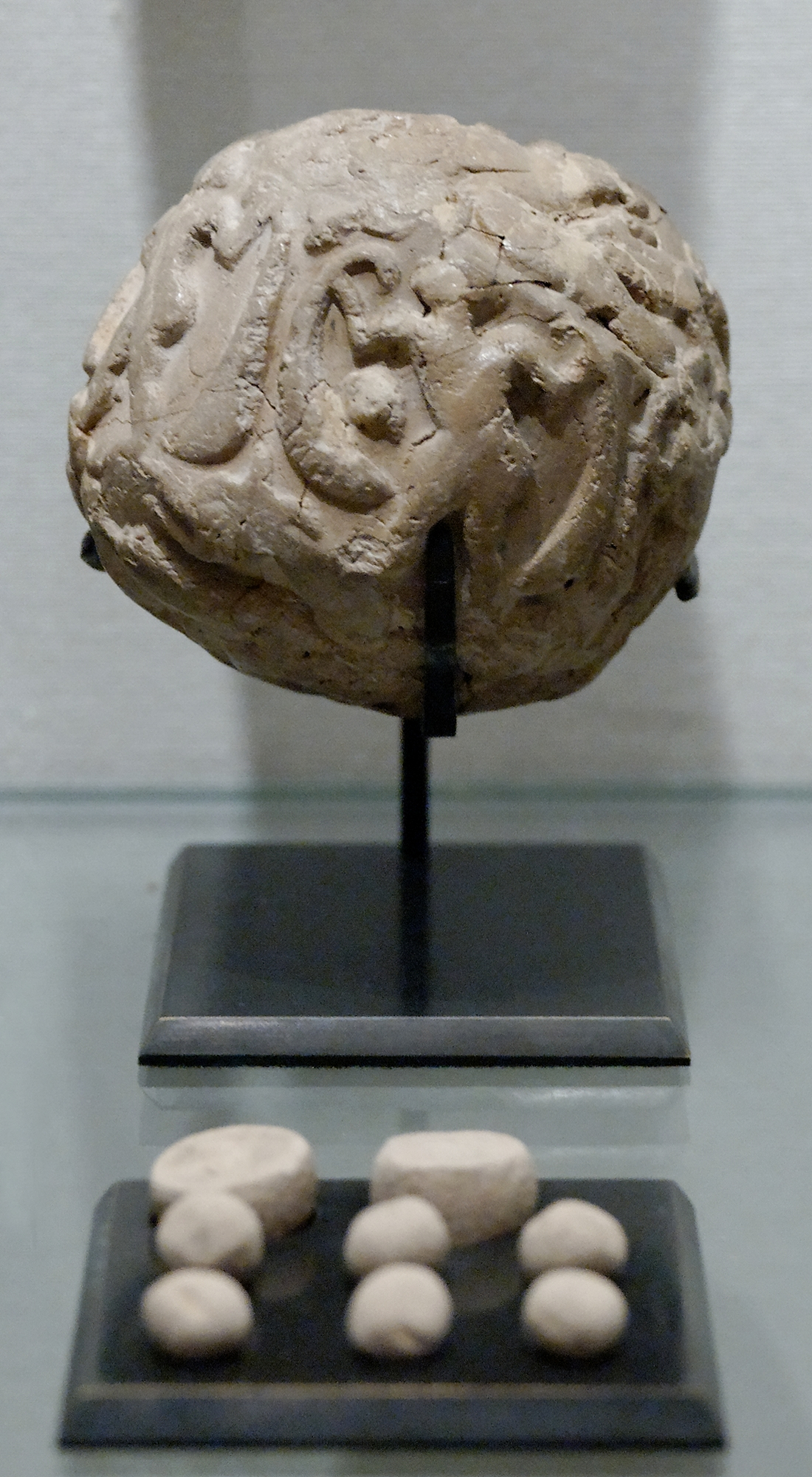
Periodo di Uruk: bulla con gruppo di gettoni di contabilità (calculi), da Susa. Museo del Louvre.

La scrittura più antica conosciuta utilizzata per la registrazione dei dati emerse da un sistema contabile che impiegava piccoli gettoni di argilla. I manufatti più antichi che si presume siano gettoni provengono da Tell Abu Hureyra, un sito nella valle dell'Alto Eufrate in Siria datato al X millennio a.C., e da Ganj-i-Dareh Tepe, un sito nella regione dello Zagros in Iran datato al IX millennio a.C.
Per creare un registro che rappresentasse "due pecore", venivano utilizzati due gettoni, ognuno dei quali rappresentava un'unità. Anche diversi tipi di oggetti venivano contati in modo differente. All'interno del sistema di conteggio utilizzato per la maggior parte degli oggetti discreti (inclusi animali come le pecore), esisteva un gettone per un oggetto (unità), un gettone diverso per dieci oggetti (decine), un gettone diverso per sei decine (sessanta), ecc. Per registrare gruppi più alti di dieci o di sei in un sistema numerico sessagesimale venivano utilizzati gettoni di dimensioni e forme diverse. Diverse combinazioni di forme e dimensioni dei gettoni codificavano i differenti sistemi di conteggio. L'archeologa Denise Schmandt-Besserat ha sostenuto che ai semplici gettoni geometrici usati per i numeri si affiancavano gettoni complessi che identificavano le merci enumerate. Per gli ungulati come le pecore, questo gettone complesso era un disco piatto contrassegnato da un cerchio quadrato. Tuttavia, l'uso presunto di gettoni complessi è stato anche criticato per diversi motivi.

### Bullaee impronte numeriche
Per assicurarsi che i gettoni non venissero persi o alterati nella tipologia o nella quantità, venivano inseriti in involucri di argilla a forma di sfere cave chiamate bullae. Sulle superfici delle bullae venivano impressi sigilli di proprietà e di testimone, che potevano anche essere lasciate lisce. Se i gettoni dovevano essere verificati dopo la sigillatura della bulla che li conteneva, la bulla doveva essere aperta. Intorno alla metà del quarto millennio a.C., i gettoni iniziarono a essere impressi sulla superficie esterna di una bulla prima di essere sigillati all'interno, presumibilmente per evitare la necessità di rompere la bulla per vederli. Questo processo creava delle impronte esterne sulla superficie delle bullae che corrispondevano ai gettoni racchiusi al loro interno per dimensioni, forme e quantità. Alla fine, la ridondanza data dai gettoni all'interno e dalle impronte all'esterno di una bulla sembra essere stata riconosciuta e le impronte su tavolette piatte divennero il metodo preferito per registrare informazioni numeriche. Le corrispondenze tra le impronte e i gettoni, e la cronologia delle forme che le componevano, furono inizialmente notate e pubblicate da studiosi come Piere Amiet.
Già quando le impronte numeriche fornirono informazioni sui numeri antichi, i sumeri avevano già sviluppato un'aritmetica complessa. I calcoli venivano probabilmente eseguiti con i gettoni o per mezzo di un abaco o tavoletta per il conteggio.

## Segni numerici e numeri

### Proto-cuneiforme
Tra la metà e la fine del quarto millennio a.C., le impronte numeriche usate con le bolle vennero sostituite da tavolette numeriche recanti cifre proto-cuneiformi impresse nell'argilla con uno stilo rotondo tenuto ad angolazioni diverse per produrre le varie forme utilizzate per i segni numerici. Come per i gettoni e le impronte numeriche sulla superficie esterna delle bolle, ogni segno numerico rappresentava sia la merce conteggiata sia la quantità o il volume di quella merce. Questi simboli numerici furono presto accompagnati da piccole immagini che identificavano la merce enumerata. I Sumeri contavano diversi tipi di oggetti in modo diverso. Come si è compreso attraverso l'analisi delle prime notazioni proto-cuneiformi provenienti dalla città di Uruk, esistevano più di una dozzina di sistemi di conteggio differenti, tra cui un sistema generale per contare la maggior parte degli oggetti discreti (come animali, strumenti e persone) e sistemi specializzati per contare formaggio e prodotti a base di grano, volumi di grano (incluse unità frazionarie), superfici terrestri e tempo. Il conteggio specifico per oggetto non è insolito ed è stato documentato per popoli contemporanei in tutto il mondo; tali sistemi moderni forniscono un buon punto di vista su come probabilmente funzionavano gli antichi sistemi numerici sumeri.

### Cuneiforme
Intorno al 2700 a.C., lo stilo rotondo iniziò ad essere sostituito da uno stilo di giunco che produceva le impressioni a forma di cuneo che danno ai segni cuneiformi il loro nome. Come nel caso dei gettoni, delle impronte numeriche e dei numeri proto-cuneiformi, i numeri cuneiformi oggi a volte sono ambigui nei valori numerici che rappresentano. Questa ambiguità è in parte dovuta al fatto che l'unità base di un sistema di conteggio specifico per oggetto non è sempre chiara, e in parte perché il sistema numerico sumero mancava di una convenzione come la virgola decimale per distinguere i numeri interi dalle frazioni o gli esponenti più alti da quelli più bassi.
Intorno al 2100 a.C., si sviluppò un sistema numerico sessagesimale comune con valore posizionale, utilizzato per facilitare le conversioni tra i sistemi di conteggio specifici per oggetto. Una versione decimale del sistema numerico sessagesimale, oggi chiamata "comune assiro-babilonese", si sviluppò nel secondo millennio a.C., riflettendo la crescente influenza di popoli semitici come gli Accadi e gli Eblaiti; sebbene oggi sia meno conosciuta della sua controparte sessagesimale, sarebbe diventato alla fine il sistema dominante usato in tutta la regione, soprattutto con il declino dell'influenza culturale sumera.
I numeri sessagesimali erano un sistema a base mista che manteneva le basi alternate di 10 e 6 che caratterizzavano i gettoni, le impronte numeriche e i segni numerici proto-cuneiformi. I numeri sessagesimali venivano usati nel commercio, così come per calcoli astronomici e di altro tipo. Ancora oggi, con i numeri arabi, il sistema sessagesimale è utilizzato per misurare il tempo (secondi per minuto; minuti per ora) e gli angoli (gradi).

## Numeri romani

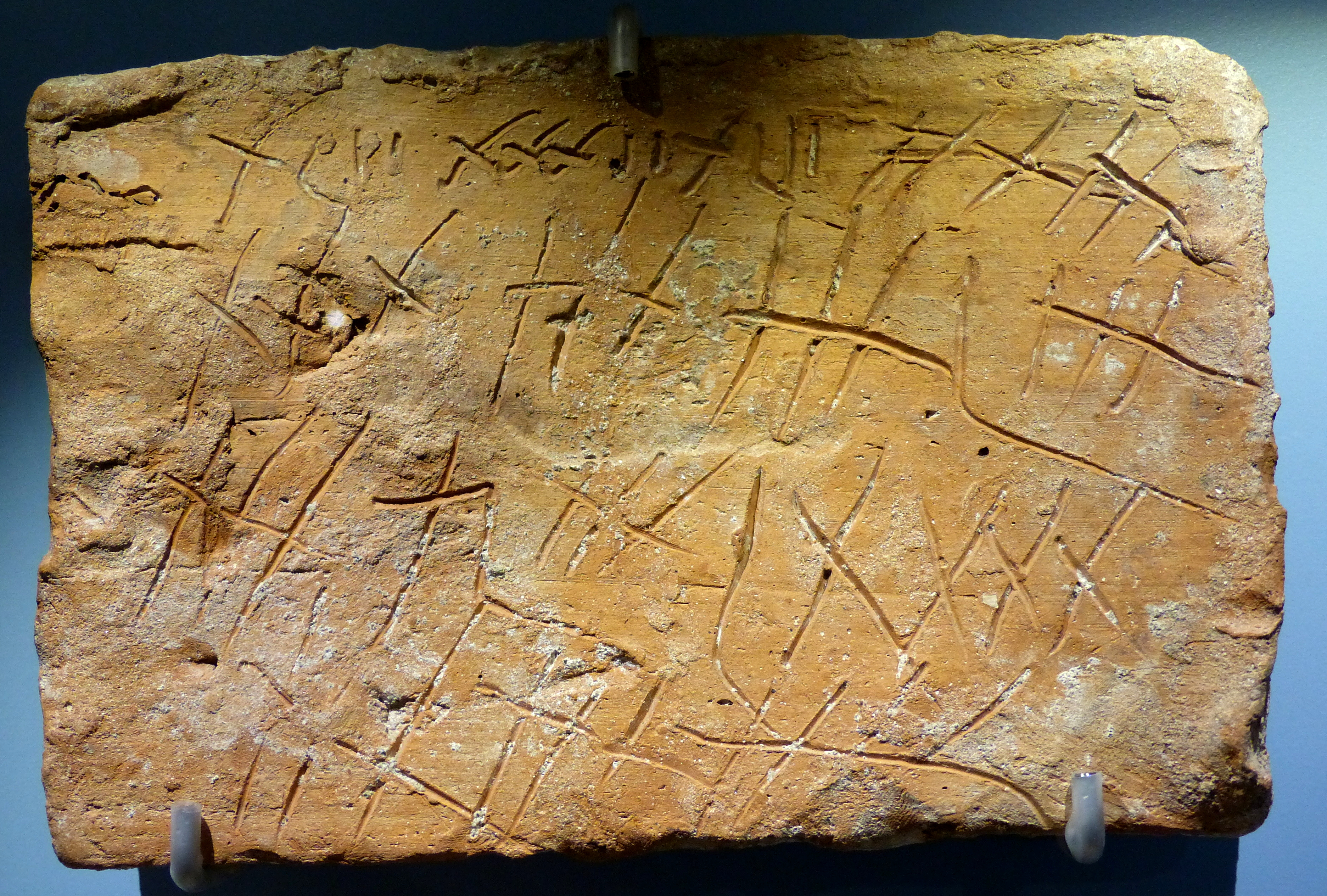
Antico mattone romano (III secolo d.C.) con numerali romani annotati (Museum Lauriacum, Enns, Austria)

I numeri romani si svilupparono da simboli etruschi intorno alla metà del I millennio a.C. Nel sistema etrusco, il simbolo 1 era un singolo segno verticale, il simbolo 10 era due segni di conteggio incrociati perpendicolarmente e il simbolo 100 era tre segni di conteggio incrociati (simile nella forma a un asterisco moderno *); mentre 5 (una forma a V capovolta) e 50 (una V capovolta divisa da un singolo segno verticale) erano forse derivati dalle metà inferiori dei segni per 10 e 100, non c'è una spiegazione convincente su come il simbolo romano per 100, C, sia stato derivato dal suo antecedente etrusco a forma di asterisco.